# A magyar női labdarúgó-válogatott mérkőzései 2019-ben
A magyar női labdarúgó-válogatott mérkőzései 2019-ben.
Szövetségi kapitány:
- Markó Edina

## Mérkőzések
| 290. mérkőzés 2019. február 27. Ciprus-kupa | Magyarország | 0 – 4             | Thaiföld                             | Lárnaka, Antonisz Papadopulosz stadion |
| 290. mérkőzés 2019. február 27. Ciprus-kupa |              | 0 – 2 Jegyzőkönyv | Thongsombut 11' Srimanee Nildhamrong | Lárnaka, Antonisz Papadopulosz stadion |

| 291. mérkőzés 2019. március 1. Ciprus-kupa 17:00 | Magyarország | 0 – 3             | Olaszország                    | Lárnaka. GSZ Stadion |
| 291. mérkőzés 2019. március 1. Ciprus-kupa 17:00 |              | 0 – 2 Jegyzőkönyv | Giacinti 18' 44' Serturini 55' | Lárnaka. GSZ Stadion |

| 292. mérkőzés 2019. március 4. Ciprus-kupa 17:00 | Magyarország                         | 3 – 3             | Mexikó                                 | Lárnaka. AEK Aréna |
| 292. mérkőzés 2019. március 4. Ciprus-kupa 17:00 | Zeller 15' Jakabfi 82' Németh L. 84' | 1 – 1 Jegyzőkönyv | Corral 29' (11-esből) 90' Iturbide 55' | Lárnaka. AEK Aréna |

| 293. mérkőzés 2019. március 6. Ciprus-kupa 10:00 | Magyarország                         | 3 – 2             | Szlovákia                  | Lárnaka, Antonisz Papadopulosz stadion |
| 293. mérkőzés 2019. március 6. Ciprus-kupa 10:00 | Németh L. 30' Pinczi 35' Jakabfi 53' | 2 – 2 Jegyzőkönyv | Vojteková 27' Mosdóczi 41' | Lárnaka, Antonisz Papadopulosz stadion |

| 294. mérkőzés 2019. április 6. barátságos 16:00 | Portugália               | 2 – 1             | Magyarország | Alverca do Ribatejo, FC Alverca stadion |
| 294. mérkőzés 2019. április 6. barátságos 16:00 | Marques 71' Mendes 90+4' | 0 – 1 Jegyzőkönyv | Zeller 6'    | Alverca do Ribatejo, FC Alverca stadion |

| 295. mérkőzés 2019. április 9. barátságos 16:00 | Portugália                                     | 4 – 1             | Magyarország | Alverca do Ribatejo, FC Alverca stadion |
| 295. mérkőzés 2019. április 9. barátságos 16:00 | D. Silva 13' Mendes 45' Marques 84' Neto 90+7' | 2 – 1 Jegyzőkönyv | Vágó 40'     | Alverca do Ribatejo, FC Alverca stadion |

| 296. mérkőzés 2019. június 16. barátságos | Magyarország                                             | 6 – 1             | Ciprus     | Telki |
| 296. mérkőzés 2019. június 16. barátságos | Zágor 36' Zeller 50' Mosdóczi 59' Vágó 73' 84' Csiki 77' | 1 – 0 Jegyzőkönyv | Adamou 68' | Telki |

| 297. mérkőzés 2019. augusztus 29. Eb-selejtező 20:45 | Izland                                               | 4 – 1             | Magyarország | Reykjavík, Laugardalsvöllur Játékvezető: Abigail Marriott (ENG) |
| 297. mérkőzés 2019. augusztus 29. Eb-selejtező 20:45 | Jensen 10' 90+2' Eiríksdottír 59' Brynjarsdottír 65' | 1 – 1 Jegyzőkönyv | Csiszár 42'  | Reykjavík, Laugardalsvöllur Játékvezető: Abigail Marriott (ENG) |

| 298. mérkőzés 2019. október 4. Eb selejtező 20:15 | Magyarország | 0 – 5             | Svédország                                                 | Miskolc, DVTK-stadion Játékvezető: Meliz Özçiğdem (TUR) |
| 298. mérkőzés 2019. október 4. Eb selejtező 20:15 |              | 0 – 1 Jegyzőkönyv | Eriksson 13' Janogy 46' 51' Jakobsson 90+3' Kullashi 90+5' | Miskolc, DVTK-stadion Játékvezető: Meliz Özçiğdem (TUR) |

| 299. mérkőzés 2019. november 8. Eb selejtező 17:00 | Szlovákia   | 0 – 0 | Magyarország | Szenc Játékvezető: Monika Mularczyk (POL) |
| 299. mérkőzés 2019. november 8. Eb selejtező 17:00 | Jegyzőkönyv |       |              | Szenc Játékvezető: Monika Mularczyk (POL) |

| 300. mérkőzés 2019. november 12. Eb selejtező 20:00 | Magyarország                                    | 4 – 0             | Lettország | Szombathely, Haladás Sportkomplexum Játékvezető: Volha Cjareska (BLR) |
| 300. mérkőzés 2019. november 12. Eb selejtező 20:00 | Jakabfi 13' Zeller 36' Fenyvesi 56' Pusztai 77' | 2 – 0 Jegyzőkönyv |            | Szombathely, Haladás Sportkomplexum Játékvezető: Volha Cjareska (BLR) |